# Мэдисон-авеню, 383
Мэ́дисон-а́веню, 383 (англ. 383 Madison Avenue) — небоскрёб в Мидтауне Манхэттена, ограниченный 46-й и 47-й улицами и Мэдисон- и Вандербильт-авеню.
На месте небоскрёба располагалось 12-этажное здание Кнапп-Билдинг (англ. Knapp Building) 1923 года постройки. В нём находились офисы банка Манхэттен-Сейвингс (англ. Manhattan Savings Bank). Здание Кнапп-Билдинг было снесено в 1998 году. В 1997 году земельный участок, на котором располагалось прежнее здание, приобрёл в аренду на 99 лет инвестиционный банк Bear Stearns. Спустя два года на этом месте началось возведение нынешнего небоскрёба в качестве головного офиса банка.
Проект небоскрёба был разработан архитектором Дэвидом Чайлдсом из бюро Skidmore, Owings and Merrill. Он построен в виде восьмиугольной башни, возвышающейся над 8-этажным квадратным «постаментом». Здание венчает стеклянная «корона», подсвечиваемая ночью. Всего в небоскрёбе насчитывается 47 этажей, совокупная его высота составляет 230 метров, а общая площадь помещений — около 100 000 м². Энергоэффективность здания соответствует международному стандарту Energy Star.
В марте 2008 года банк Bear Stearns был куплен финансовым конгломератом JPMorgan Chase за 236 млн $, тогда как стоимость только лишь небоскрёба оценивалась в то время в сумму от 1,1 до 1,5 млрд $.

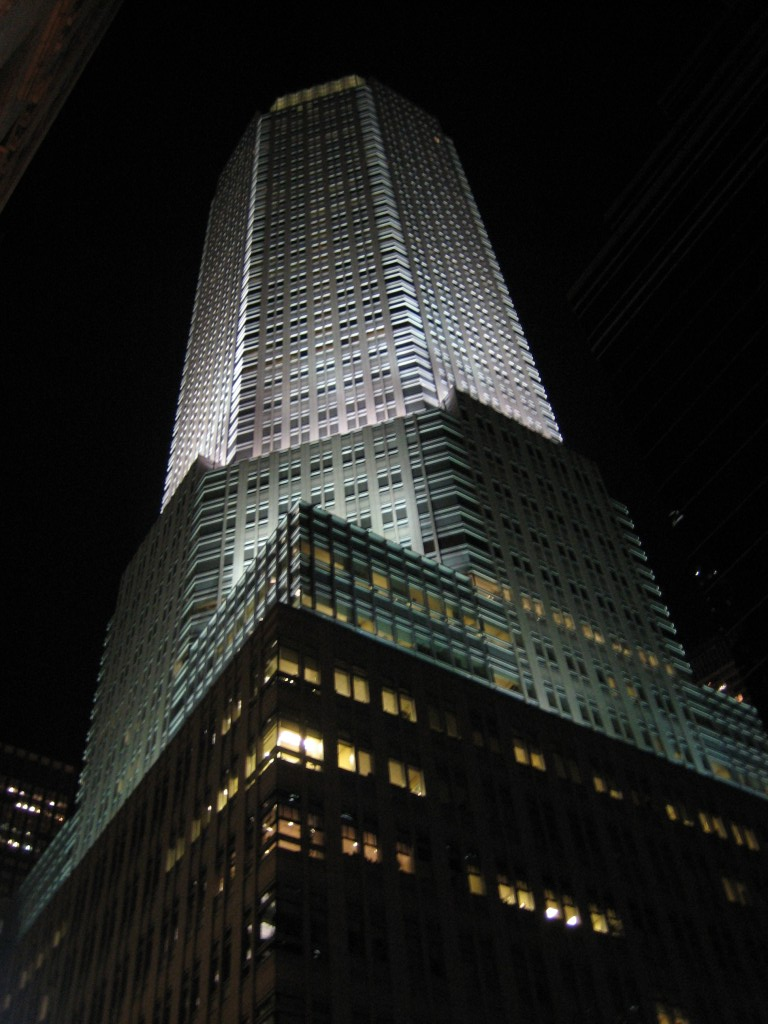
Небоскрёб в декабре 2005 года
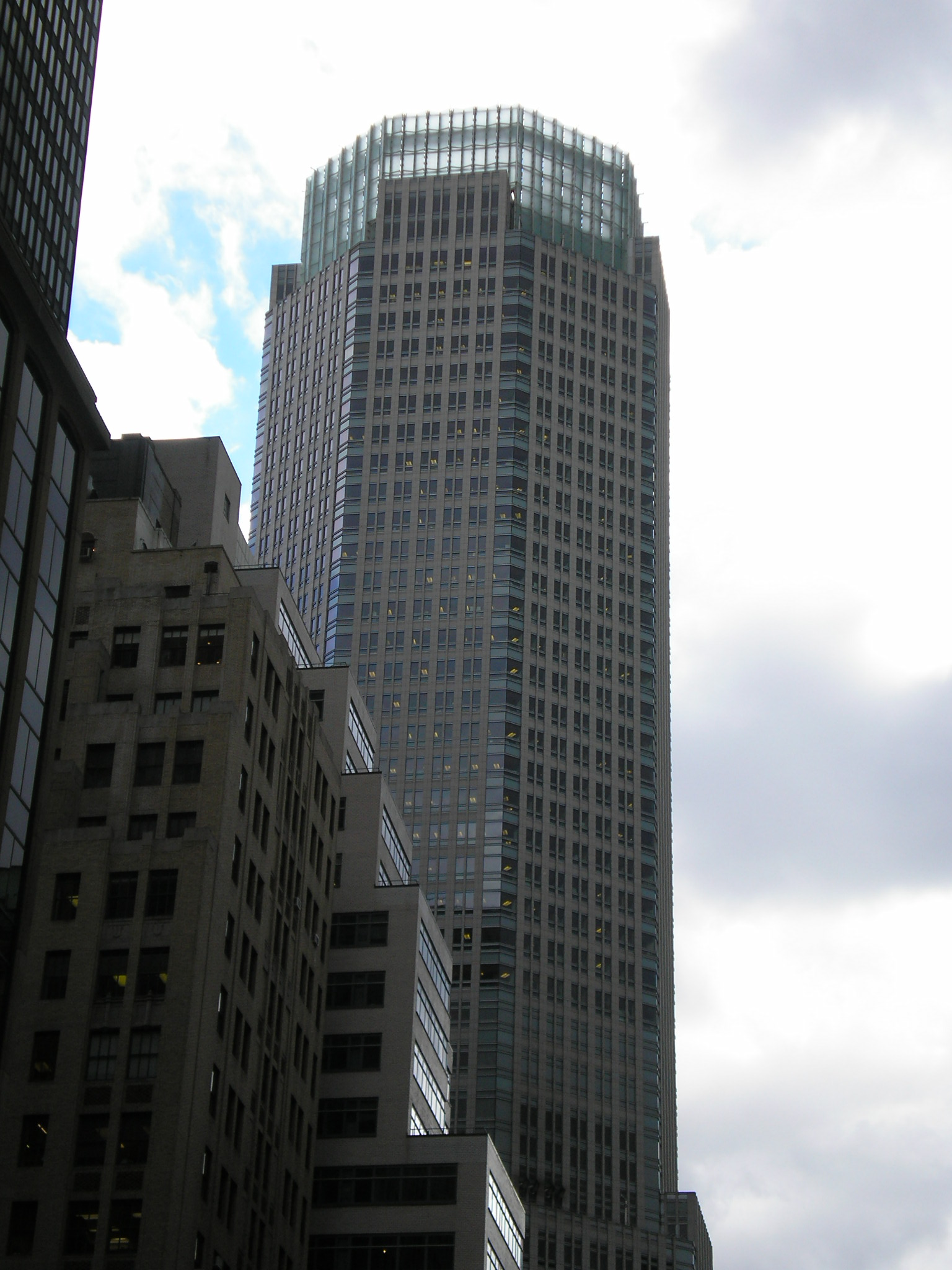
Верхняя часть здания в августе 2006 года